# Dombeya populnea
Pour les articles homonymes, voir Bois de senteur.
Espèce
Classification phylogénétique
Dombeya populnea, le bois de senteur bleu, est un petit arbre du genre Dombeya, endémique de l'archipel des Mascareignes.